# Hrvatska traži zvijezdu (3. sezona)
Treća sezona emisije Hrvatska traži zvijezdu započela je audicijama u Zagrebu, Splitu, Rijeci i Osijeku 4. ožujka 2011. uz već stalni žiri Cetinski - Fox, dok je nova članica žirija ove sezone bila Ivana Mišerić, DJ-ica na radiju. Emisija je završila 17. lipnja 2011. i trajala je oko 2 mjeseca, ne računajući audicije. 

## Audicija
Audicija je započela 4. ožujka 2011. dok je posljednja audicija bila prikazana na televiziji 14. travnja 2011. godine. 21. travnja 2011. bila je posebna emisija u kojoj je žiri birao najboljih 15 kandidata za emisije uživo.

### Emisije uživo
Emisije uživo (Live Show) su se počele prikazivati nakon audicija 22. travnja 2011., pa sve do 17. lipnja 2011. u velikom finalu. Emisije uživo su se emitirale svaki petak, a svaka je imala svoju temu. 
| Večer      | Datum             | Tema                                |
| ---------- | ----------------- | ----------------------------------- |
| Top 15     | 22. travnja 2011. | Inozemne pjesme                     |
| Top 10     | 29. travnja 2011. | Domaći hitovi iz 90-ih              |
| Top 9      | 6. svibnja 2011.  | Inozemni hitovi                     |
| Top 8      | 13. svibnja 2011. | Domaći i inozemni hitovi današnjice |
| Top 6      | 20. svibnja 2011. | Pjesme s posvetom                   |
| Top 5      | 27. svibnja 2011. | ?                                   |
| Top 4      | 3. lipnja 2011.   | Rock pjesma s posvetom              |
| Polufinale | 10. lipnja 2011.  | ?                                   |
| Finale     | 17. lipnja 2011.  | Izbor natjecatelja                  |

### Top 15
Prva večer uživo je održana 22. travnja 2011., a u njoj je se natjecalo 15 odabranih od preko 3000 kandidata. Pjesme su bile po želji natjecatelja, a iz showa je ispalo 5 natjecatelja.
| Natjecatelj         | Pjesma (Izvođač)                            | Ishod    |
| ------------------- | ------------------------------------------- | -------- |
| Ana Mandura         | Release me (Agnes)                          | Izbačena |
| Daniel Dizdar       | Forget You (Cee Lo Green)                   |          |
| Frane Brajković     | Prayin (Plan B)                             | Izbačen  |
| Goran Kos           | You Found Me (The Fray)                     |          |
| Ines Huskić         | Do It Like a Dude (Jessie J)                |          |
| Ivan Delić          | Use Somebody (Kings Of Leon)                |          |
| Katarina Đuderija   | Well, Well, Well (Duffy)                    | Izbačena |
| Kristian Marolt     | DJ Got Us Fallin' In Love (Usher i Pitbull) |          |
| Maja Bajamić        | Empire State of Mind (Jay Z & Alicia Keys)  |          |
| Marcela Oroši       | Monday Morning (Melanie Fiona)              |          |
| Mark Marku          | Grenade (Bruno Mars)                        |          |
| Milijana Mijatović  | Make Me Wanna Die (Pretty Reckless)         | Izbačena |
| Romana Pavliša      | Born This Way (Lady Gaga)                   |          |
| Taher Sanuri        | Whataya Want from Me (Adam Lambert)         |          |
| Valentina Trstenjak | Only Girl (In the World) (Rihanna)          | Izbačena |

### Top 10
Emisija je bila prikazana na RTL Televiziji u petak, 29. travnja 2011. u 20.00 sati.
| Natjecatelj     | Pjesma (Izvođač)                   | Ishod   |
| --------------- | ---------------------------------- | ------- |
| Daniel Dizdar   | Nebo (Sandi Cenov)                 |         |
| Goran Kos       | Vino noći (Neno Belan)             |         |
| Ines Huskić     | Novi svijet koji dolazi (Anamaria) |         |
| Ivan Delić      | Ramona (Psihomodo pop)             |         |
| Kristian Marolt | Kad nema ljubavi (Ilan Kabiljo)    | Izbačen |
| Maja Bajamić    | Nisi me bio vrijedan ti (Mandi)    |         |
| Marcela Oroši   | Moj mali je opasan (Tajči)         |         |
| Mark Marku      | Ja bih preživio (Dino Dvornik)     |         |
| Romana Pavliša  | Sve bih dala da znam (Vanna)       |         |
| Taher Sanuri    | Prah i pepeo (Tony Cetinski)       |         |

### Top 9
Emisija je bila prikazana na RTL Televiziji u petak, 6. svibnja 2011. u 20.00 sati.
| Natjecatelj    | Pjesma (Izvođač)                | Ishod    |
| -------------- | ------------------------------- | -------- |
| Daniel Dizdar  | Rock DJ (Robbie Williams)       |          |
| Goran Kos      | Elevation (U2)                  |          |
| Ines Huskić    | Why Don't You Love Me (Beyoncé) |          |
| Ivan Delić     | Beat It (Michael Jackson)       |          |
| Maja Bajamić   | Fighter (Christina Aguilera)    |          |
| Marcela Oroši  | Funhouse (Pink)                 |          |
| Mark Marku     | Faith (George Michael)          |          |
| Romana Pavliša | Vogue (Madonna)                 | Izbačena |
| Taher Sanuri   | I want it all (Queen)           |          |

### Top 8
Emisija je bila prikazana na RTL Televiziji u petak, 13. svibnja 2011. u 20.00 sati.
| Natjecatelj   | Pjesma (Izvođač)                            | Ishod   |
| ------------- | ------------------------------------------- | ------- |
| Daniel Dizdar | I Need A Dollar (Aloe Blacc)                | Izbačen |
| Goran Kos     | Za koga, za život (Goran Bare & Placenici)  |         |
| Ines Huskić   | Mary Jane Blige (Beyoncé)                   |         |
| Ivan Delić    | Hollywood Hills (Sunrise Avenue)            | Izbačen |
| Maja Bajamić  | Someone Like You (Adele)                    |         |
| Marcela Oroši | Hej (Teška industrija)                      |         |
| Mark Marku    | Please Don't Stop The Rain (James Morrison) |         |
| Taher Sanuri  | Zar više nema nas (Massimo & Neno Belan)    |         |

### Top 6
Emisija je bila prikazana na RTL Televiziji u petak, 20. svibnja 2011. u 20.00 sati.
| Natjecatelj   | Pjesma (Izvođač)                            | Ishod    |
| ------------- | ------------------------------------------- | -------- |
| Goran Kos     | Wicked Game (Chric Isaak)                   |          |
| Goran Kos     | Moj bijeli labude (Prljavo kazalište)       |          |
| Ines Huskić   | Shy Guy (Diana King)                        | Izbačena |
| Ines Huskić   | Vertigo (Elemental)                         | Izbačena |
| Maja Bajamić  | S&M (Rihanna)                               |          |
| Maja Bajamić  | Ljubav se zove imenom tvojim (Dino Dvornik) |          |
| Marcela Oroši | I Kissed A Girl (Katy Perry)                |          |
| Marcela Oroši | Utjeha (Nina Badrić)                        |          |
| Mark Marku    | Livin la vida loca (Ricky Martin)           |          |
| Mark Marku    | Jedina (Oliver Dragojević)                  |          |
| Taher Sanuri  | Let's Get It On (Marvin Gaye)               |          |
| Taher Sanuri  | Žeđam (Gibonni)                             |          |

### Top 5
Emisija je bila prikazana na RTL Televiziji u petak, 27. svibnja 2011. u 20.00 sati.
| Natjecatelj   | Pjesma (Izvođač)                             | Ishod   |
| ------------- | -------------------------------------------- | ------- |
| Goran Kos     | Ako ima Boga (Bijelo dugme)                  |         |
| Goran Kos     | J can't get no satisfaction (Rolling Stones) |         |
| Maja Bajamić  | What a feeling (Irene Cara)                  |         |
| Maja Bajamić  | Oprosti mi (Divas)                           |         |
| Marcela Oroši | Program tvog kompjutera (Denis & Denis)      |         |
| Marcela Oroši | Left outside alone (Anastacia)               |         |
| Mark Marku    | Stranac u noći (Massimo)                     |         |
| Mark Marku    | Tears in heaven (Eric Clapton)               |         |
| Taher Sanuri  | Mjesta za mene (Damir Urban & 4)             | izbačen |
| Taher Sanuri  | Enter sandman (Metalica)                     | izbačen |

### Top 4
Emisija je bila prikazana na RTL Televiziji u petak, 3. lipnja 2011. u 20.00 sati.
| Natjecatelj   | Pjesma (Izvođač)                                | Ishod    |
| ------------- | ----------------------------------------------- | -------- |
| Goran Kos     | Pride (Summer Night)                            |          |
| Goran Kos     | Dream on (Aerosmith)                            |          |
| Goran Kos     | A šta da radim (Azra)                           |          |
| Maja Bajamić  | Tebe voljeti (Ivana Marić)                      | Izbačena |
| Maja Bajamić  | J love rock'n'roll (Joan Jett)                  | Izbačena |
| Maja Bajamić  | Prvi put (Tina Rupčić)                          | Izbačena |
| Marcela Oroši | What's up (4 Non Blondes)                       |          |
| Marcela Oroši | You oughta know (Alanis Morissette)             |          |
| Marcela Oroši | Polaroid (E.N.I.)                               |          |
| Mark Marku    | Zajdi, zajdi jasno sonce (Aleksandar Sarievski) |          |
| Mark Marku    | Runaway (Bon Jovi)                              |          |
| Mark Marku    | Tremolo (Vatra & Damir Urban)                   |          |

### Polufinale
Polufinalna emisija je bila prikazana na RTL Televiziji u petak, 10. lipnja 2011. u 20.00 sati.
| Natjecatelj   | Pjesma (Izvođač)                  | Ishod   |
| ------------- | --------------------------------- | ------- |
| Goran Kos     | Tamara (Boris Novković)           |         |
| Goran Kos     | Don't cry (Guns N' Roses)         |         |
| Goran Kos     | Wind of change (Scorpions)        |         |
| Marcela Oroši | Perfect (Pink)                    |         |
| Marcela Oroši | Smijem se (jinx)                  |         |
| Marcela Oroši | Almost lover (Fine Frenzy)        |         |
| Mark Marku    | 23. prosinac (Tony Cetinski)      | Izbačen |
| Mark Marku    | Fragile (Sting)                   | Izbačen |
| Mark Marku    | Bacila je sve niz rijeku (Indexi) | Izbačen |

### Finale
Finale showa je održano 17. lipnja 2011. godine. Nakon pola godine i 3000 kandidata, ostali su samo dvoje natjecatelja, Goran Kos i Marcela Oroši. Pjevali su pjesme po želji, a na kraju je pobijedio Goran Kos.
| Natjecatelj   | Pjesma (Izvođač)                    | Ishod     |
| ------------- | ----------------------------------- | --------- |
| Goran Kos     | Wish you were here (Pink Floyd)     | Pobjednik |
| Goran Kos     | Jesen u meni (Parni valjak)         | Pobjednik |
| Goran Kos     | You Found Me (The Fray)             | Pobjednik |
| Goran Kos     | Što me noćas odaješ (Goran Kos)     | Pobjednik |
| Marcela Oroši | Simply the best (Tina Turner)       | 2. mjesto |
| Marcela Oroši | Tek je 12 sati (Vanna & E.T.)       | 2. mjesto |
| Marcela Oroši | You oughta know (Alanis Morissette) | 2. mjesto |
| Marcela Oroši | Što me noćas odaješ (Goran Kos)     | 2. mjesto |

## Vanjske poveznice
- Službena stranica